# チュリュモフ・ゲラシメンコ彗星
チュリュモフ・ゲラシメンコ彗星（英語: 67P/Churyumov-Gerasimenko、ロシア語: 67P/Чурюмова―Герасименко）は、公転周期6.45年の周期彗星である。現在は木星族彗星であるが、もとはエッジワース・カイパーベルト天体であったと考えられている。自転周期は約12.4時間、最大速度は時速13万5000kmである。大きさは約4.3km x 4.1kmで、完全な球形ではなく、2つの塊を繋げたような形をしている。チュリュモフ・ゲラシメンコ彗星は1969年にソビエト連邦の天文学者、クリム・チュリュモフがスヴェトラナ・ゲラシメンコの写真上で初めて発見したため、この名前となった。2021年11月2日には太陽に最も近くなる近日点を通過し、次は2028年の4月に回帰することが予測されている
また、チュリュモフ・ゲラシメンコ彗星は2004年3月に打ち上げられた欧州宇宙機関(ESA)のロゼッタの探査対象にもなった。2014年8月6日にはランデブーに成功し、9月10日には着陸のための軌道に入った。探査機ロゼッタの着陸機であるフィラエは11月12日にチュリュモフ・ゲラシメンコ彗星に着陸し、彗星核に到達した初めての探査機となった。2016年9月30日にはマアトと呼ばれる地域に着陸して任務を終了した。

## 発見
チュリュモフ・ゲラシメンコ彗星は1969年にキエフ大学天文台のクリム・チュリュモフが初めて発見した。彼はスヴェトラナ・ゲラシメンコが旧カザフ・ソビエト社会主義共和国のアルマ・アタにある天体物理研究所（英語版）で9月11日にコマス・ソラ彗星を撮影するための写真から発見した。チュリュモフは写真乾板の端の方で彗星のような天体を見つけたがその時はコマス・ソラ彗星だろうと推定された。
チュリュモフはアルマ・アタから旧ウクライナ・ソビエト社会主義共和国のキエフに戻ると撮影された写真乾板をより綿密に調べた。翌月の10月22日には彼の見つけた天体がコマス・ソラ彗星であるとすれば、予想より1.8度もずれており、コマス・ソラ彗星ではありえないことに気づいた。さらに詳しく調べ続けた結果、予測された位置に薄暗く写ったコマス・ソラ彗星を確認し、彼の見つけた彗星のような天体は異なる天体であることが証明された。

## 見た目
2014年7月14日にロゼッタにより撮影された画像からこの彗星の核が不規則な形をしていることが明らかになり、大きさは当時は3.5km×4kmと推定された。形としては2つの塊がくっついてできたアヒルのおもちゃのような形状をしており、大きいほうの塊は4.1 km×3.3 km×1.8 km、小さいほうは2.6 km×2.3 km×1.8 kmほどの大きさである。そして太陽からの熱を受けてそれぞれの塊はガスやダストを放出して質量を失っている。ロゼッタの着陸機フィラエの電池が切れる前の測定によるとチュリュモフ・ゲラシメンコ彗星に積もったダストの層は20 cmほどの厚さであり、その下には氷、あるいは氷とダストが混じったものが含まれている。ポロシティ（空隙率、空間の割合）は中心に向かうにつれて大きくなっている。1回公転するたびに1.0±0.5 mほど、表面が薄くなると推定されている。質量はおよそ100億トン(=1.0×1013 kg)である。
当初は接触連星のようにして2天体からできたものか（衝突説）、氷の昇華によってその特異的な形が生じたのか（浸食説）で2つの意見があった。2015年9月には前者の仮説が明らかに正しいと結論づけられた。衝突説によるとこの彗星は2つの塊が低速で穏やかに衝突して形成されたと考えられており、いわば太陽系小天体同士の接触連星である。2つの塊の内部には段丘状の層があり、外層がダストやガスを放出してはぎ取られるときに見える。この層は2つの塊を比較すると別方向に向いており、このことからこの2つの塊はもとは別の天体であったと考えられる。
2020年の研究によるとチュリュモフ・ゲラシメンコ彗星の表面は太陽から離れているときは赤みを帯び、太陽に接近しているときは青みを帯びている。これは太陽から遠い間は彗星表面がダストで覆われているため赤みを示し、太陽に接近すると地下にあった水が露出して青みを示すようになるためである。逆にコマは太陽から遠い間はダストがほとんど含まれていないが水が含まれているため青く見え、接近するとダストが放出されるため赤く見えるようになる。

### チュリュムーン
2019年8月12日、ESAの研究者らはロゼッタが2015年10月21日に撮影した映像上にチュリュモフ・ゲラシメンコ彗星の周辺を公転する小さな断片が存在することに気付いた。また、ただ1日だけ見えたわけではなく、10月23日まで観測された。この断片の大きさは直径4 mほどでこれまで彗星の周りに観測された塊としては最も大きい。ロゼッタの研究者らはこの小物体をチュリュムーン（英語: Churymoon）と名付けた。

## 表面

チュリュモフ・ゲラシメンコ彗星表面のダストや宇宙線の様子。背景で動いているのは恒星である。探査機ロゼッタに搭載されたOSIRIS（英語版）により撮影された。

ロゼッタで観測されたチュリュモフ・ゲラシメンコ彗星の表面。(A)は撮影し、加工なしの画像。(B)は実際の表面を映すために飛び散っているダスト等を加工処理した画像。(C)は逆にそれだけを取り出し、表面を消した画像。

チュリュモフ・ゲラシメンコ彗星の表面は26の地域に分けることができ、そのすべてが古代エジプトの神にちなんで名付けられている。2つの塊のうち大きい塊のほうは男の神、小さい塊のほうは女神の名前が充てられている。最初に地域が区画された論文では南側はまだ詳細に見えなかったためまず19の地域が命名された。その後、南側も明らかになると7の地域が同様の命名法で名付けられた。
| 地域名          | 状態                   | 地域名           | 状態                 | 地域名         | 状態                 |
| --------------- | ---------------------- | ---------------- | -------------------- | -------------- | -------------------- |
| Ma'at           | ダストで覆われている   | Ash（英語版）    | ダストで覆われている | Babi（英語版） | ダストで覆われている |
| Seth            | くぼみがあり壊れやすい | Hatmehit         | 大規模な低地         | Nut            | 大規模な低地         |
| Aten            | 大規模な低地           | Hapi             | 滑らか               | Imhotep        | 滑らか               |
| Anubis          | 滑らか                 | Maftet（英語版） | 固い                 | Bastet         | 固い                 |
| Serqet          | 固い                   | Hathor           | 固い                 | Anuket         | 固い                 |
| Khepry          | 固い                   | Aker（英語版）   | 固い                 | Atum           | 固い                 |
| Apis            | 固い                   | Khonsu           | 固い                 | Bes            | 固い                 |
| Anhur（英語版） | 固く砕けやすい         | Geb              | 固い                 | Sobek          | 固い                 |
| Neith           | 固い                   | Wosret（英語版） | 固い                 |                |                      |

表面の地形としては、底が平らなクレーターや点在する大きな岩などが確認されており、崖崩れなどにより、水の氷が新たに露出したと考えられる明るい部分も発見された。また、側面が切り立った穴が多数発見され、中には直径220 m、深さ185 mに達する穴も存在していた。穴の形成過程は解明されていないが、彗星の内部に空洞が存在しており、表面が崩れ落ち形成されたという推測がなされている。また、この穴は彗星が急激に増光するアウトバーストにも関連するものだと考えられている。。

### 門のような地形
チュリュモフ・ゲラシメンコ彗星には門のような地形があり周辺よりも突出している。発見されたのは2箇所で、ロゼッタの探査計画に関わったが、亡くなってしまった者の名前が付けられている。
| 名称              | 由来                          |
| ----------------- | ----------------------------- |
| C. Alexander Gate | Claudia Alexander（英語版）   |
| A. Coradini Gate  | Angioletta Coradini（英語版） |

### 表面の変化
ロゼッタが観測を続けている間、この彗星の表面では特に近日点付近で様々な変化が見られた。表面の地質が滑らかなImhotep地域では円形の構造が発達していく様子が確認され、その大きさは1日に数メートルほど大きくなっていった。また、彗星の首にあたる部分では裂け目が2014年に発見されてから2016年には再度観測され、伸びていることが分かった。さらに新しい裂け目も近くに生成されているのが確認された。数10mの丸石が動いているのも同じ場所で確認された。
崖の崩壊する様子も観測されており、その一例として2015年7月にロゼッタに搭載されたカメラに崖崩れによって出てきた光が映し出された。ロゼッタの研究チームはこの崖の崩壊が彗星が急に増光するアウトバーストという現象に関係しているものと考えた。崖崩れによってアウトバーストが起こったと報告されたのは初めてであった。
2021年11月17日にもアウトバーストは起こり、見かけの等級は12.16から11.52まで変化した。このアウトバーストを発見したZwicky Transient Facility（英語版）によると、そのときのチュリュモフ・ゲラシメンコ彗星は太陽から1.23 au、地球から0.42 au離れていた。

### Cheops
チュリュモフ・ゲラシメンコ彗星の大きい塊のほうにはCheopsと名付けられた45m程度の巨石がある。その形がギザの大ピラミッドを連想させるため、クフにちなんでCheopsと名付けられた。

## 軌道

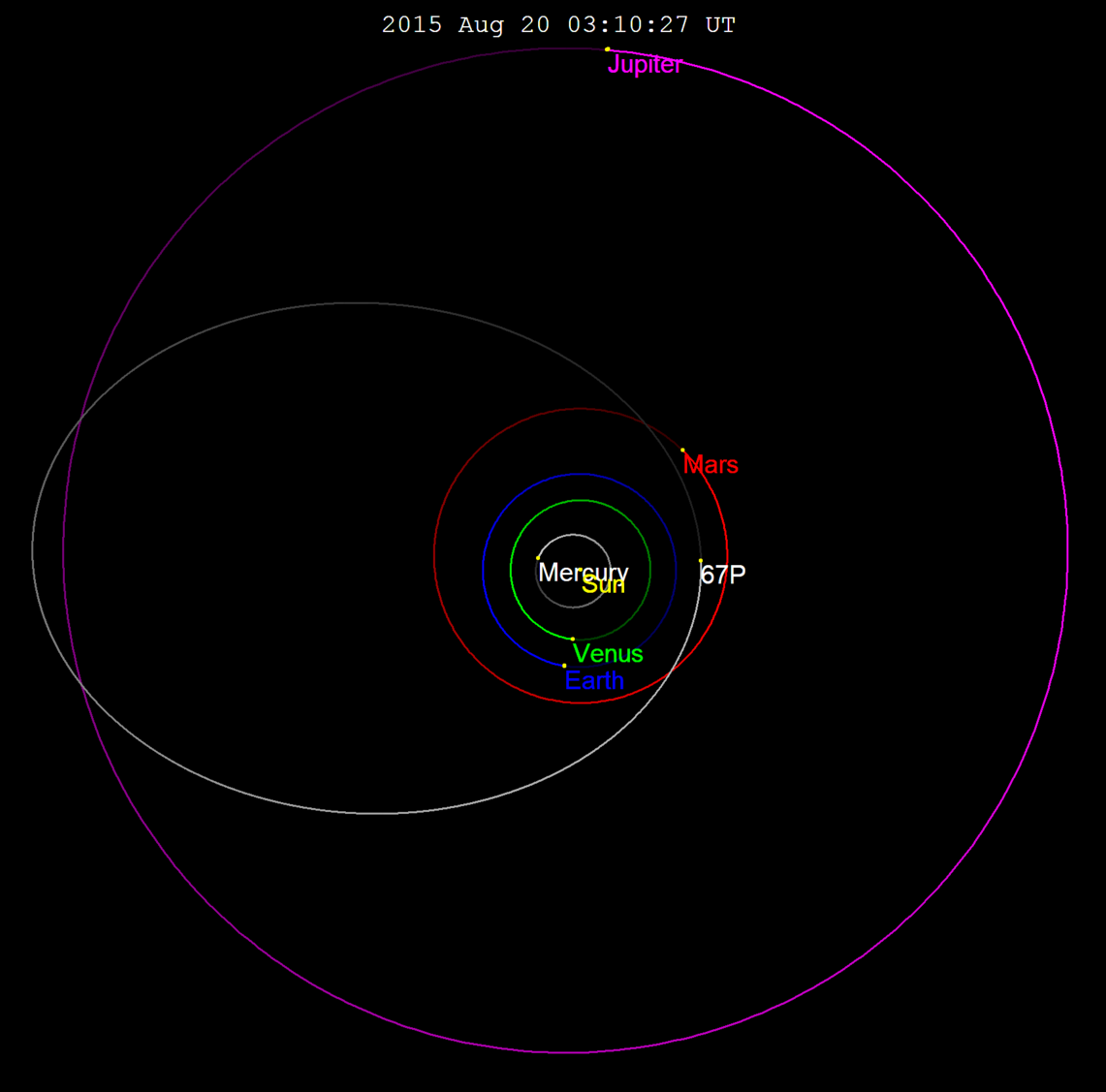
チュリュモフ・ゲラシメンコ彗星の軌道。近日点では火星の軌道より内側にあるが、遠日点では木星の軌道よりも外側にある。

ロゼッタがチュリュモフ・ゲラシメンコ彗星に接近したときに撮影された86枚の画像を合成したアニメーション。2014年8月ごろ。

チュリュモフ・ゲラシメンコ彗星は現在は木星族彗星であり、もとは他の彗星と同様エッジワース・カイパーベルト天体であったと考えられている。
1840年までは彗星の近日点距離は4.0 auほどあり彗星として太陽からの熱を受けて核を蒸発させて輝くことはできなかった。しかし、1840年に木星の付近を通過し、近日点距離は3.0 auまで減少し、その後にまた接近して2.77 auまで減少した。
1959年2月にも木星付近を通過したことにより、近日点距離は1.29 auにまで減少し、現在も1.21 au程度である。2220年にも木星に接近することが予測されているが、それ以降は軌道がどう変化するかが不確定な状態でありまだ分からない。
2009年に近日点を通過する前は自転周期が12.76時間であったが、通過後、12.4時間に減少した。これはおそらくガスなどが昇華する過程においてトルクが働いたためであると考えられている。

### 2015年の近日点通過
2014年9月時点でチュリュモフ・ゲラシメンコ彗星の見かけの等級は約20であった。2015年8月13日には近日点に達した。2014年12月から2015年9月までは離角が45 °未満であった。2015年2月10日には離角5 °で合の状態になり、地球とこの彗星の距離は太陽をはさんで3.35 au離れた位置にあった。2015年5月5日には天の赤道（赤緯0 °）を通過した。近日点を通過してすぐのときにはふたご座の位置にあり、12等程度で見えたが、2016年7月にもなると20等程度にまで下がっていった。

## ロゼッタ計画
ロゼッタ計画は彗星の表面に関するデータの収集と彗星に数年間ランダー（着陸機）を着陸させることを初めて成功させた。探査機は2004年に打ち上げられ、2014年に目標としていたチュリュモフ・ゲラシメンコ彗星に着陸し、2016年に彗星上に着陸して役目を終えた。

### 接近前の観測
ロゼッタ計画はもとはワータネン彗星の探査が目的であったが、打ち上げが遅れてしまったためチュリュモフ・ゲラシメンコ彗星となった。準備のため、2003年3月12日にハッブル宇宙望遠鏡はチュリュモフ・ゲラシメンコ彗星を撮影した。その結果、3Dモデルが作られ、当時は楕円形をしていると考えられていた。
2012年4月25日にはアマチュア天文家Nick Howes、Giovanni Sostero、Ernesto Guidoらにより地上の望遠鏡から遠日点あたりにあるチュリュモフ・ゲラシメンコ彗星が確認された。

### ランデブー
2014年5月よりロゼッタは8月6日のランデブーに向けて地上からの操作により速度を落とし始め、彗星との相対速度が2800km/hになるように調整された。そして、ランデブーの当日になると、相対速度は1m/sにまで落とされた。これは人間の歩く速さとほぼ同じである。9月10日には核に30 kmまで接近した。

### 着陸

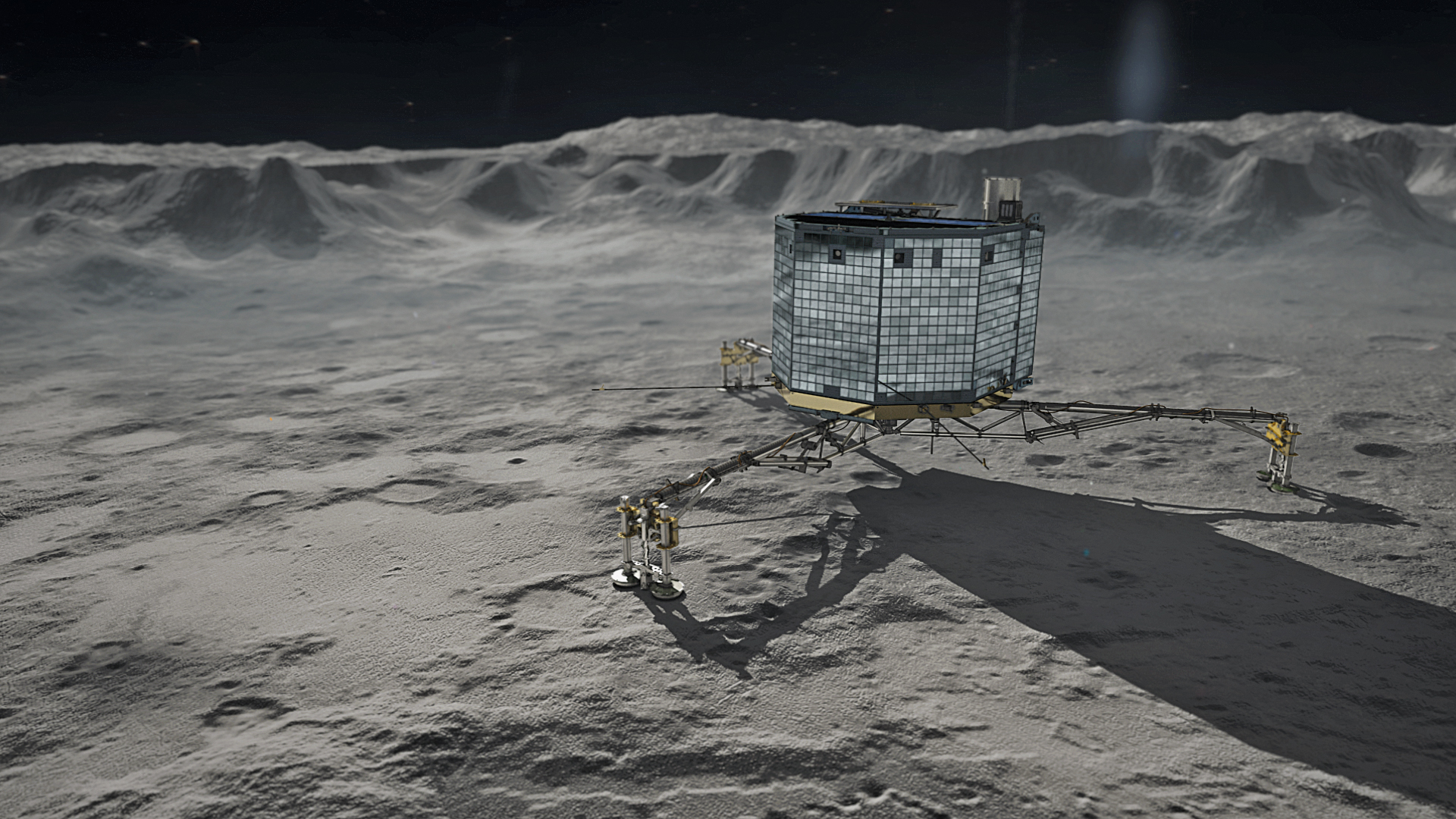
着陸するフィラエ（想像図）

2014年11月12日午前8時30分(UST)ごろにランダーの降下が始まった。ランダーのフィラエの重量は220 lb(100kg)であった。着地場所はエジプトのアスワン・ハイ・ダム建設後にフィラエ神殿が移設されたアギルキア島にちなんで Agilkia と名付けられた。重力加速度は2004年のシミュレーションによると1.0×10−3m/s（地球の1万分の1程度）と見積もられていた。
質量が100 kgと比較的小さいため、彗星に着地するためにはランダーのフィラエを固定する技術を必要とする。フィラエには事前にチュリュモフ・ゲラシメンコ彗星の弱い重力に対応できる設計がなされており、銛のように撃ち込んで固定するものやねじのようにして彗星表面に固定させるもの、ゆっくり着地するためのスラスター、降下中に姿勢を保つフライホイールなどが搭載されていた。しかしスラスターや銛のようなものは着地の際にうまく機能しなかった。ランダーは2回バウンドし、最初の着地から2時間後、3回目にしてようやく静止した。
フィラエとの通信は2014年11月15日に電池切れのために途絶えてしまった。しかしESAの欧州宇宙運用センター(ESOC)は2015年6月13日、約7か月ぶりに信号を得ることに成功した。2016年9月2日にはチュリュモフ・ゲラシメンコ彗星のどの位置にあるか不明であったフィラエがロゼッタにより確認された。フィラエはそのとき暗い隙間の中で静止しており、本体と2つの足が確認された。この発見により、フィラエが撮影してきた場所がどのあたりかを特定することができた。

### ロゼッタによる成果
水の存在と重水素
2014年6月6日、ロゼッタが36万kmまで接近したとき毎秒1Lの割合で水蒸気が放出されているのが検出された。このときの太陽からの距離は3.93 auであった。ロゼッタから観測されたチュリュモフ・ゲラシメンコ彗星上の水蒸気の組成は地球上にあるものとかなり異なっており、水に含まれる重水素と軽水素の比率が地球の3倍よりも大きいことが明らかになった。これにより、チュリュモフ・ゲラシメンコ彗星と似た彗星が地球に水をもたらした可能性は低くなった。また、水蒸気には水に対する存在比でホルムアルデヒドが0.32 %、メタノールが0.21 %含まれており、この割合は太陽系内の彗星では一般的な範囲に収まっている。2015年1月22日にNASAは2014年の6月から8月にかけて水蒸気を放出した量が10倍になったと公表した。
彗星上の磁場
核はフィラエの下降・着陸中に行われた測定によると磁場を持っていない。これが多くの彗星に適用されるならば太陽系の形成において磁性はあまり重要ではなかったことを示唆している。
分子の分解反応
彗星の核からコマに放出された水や二酸化炭素分子は分解されることが知られていたが、その原因は太陽からの光、すなわち光子によるものであると考えられていた。しかし、ロゼッタに搭載された分光器ALICEによりそうではなく、核の上空1 kmほどで太陽放射により水分子が光イオン化したときに生成される電子が分解を引き起こしていることが明らかになった。
有機化合物の存在
フィラエに搭載されたCOSAC、Ptolemyという装置によりチュリュモフ・ゲラシメンコ彗星からは16種類もの有機化合物が検出された。この中でもアセトアミド、アセトン、イソシアン酸メチル、プロピオンアルデヒドの4種類の物質は彗星からは初めて検出された。宇宙生物学者のChandra WickramasingheとMax Wallisはこのように彗星表面に有機物が含まれているという特性から微生物の地球外生命の存在を説明できると述べた。彼らは微生物の活動によって地下に高圧ガスを含んだ空洞が形成され、これが割れることで有機物質が表面に供給されているとしている。ただし、ロゼッタの研究者らはその意見については推測にすぎないと述べている。探査機ロゼッタも着陸機フィラエもどちらも生命を直接検出する装置は搭載していなかった。これまでに彗星上で見つかっているアミノ酸はグリシンのみでその前駆体であるメチルアミンやエチルアミンとともに発見されている。これらが発見されたのはチュリュモフ・ゲラシメンコ彗の他にもヴィルト第2彗星でも発見されている。
彗星から放出されたダスト中にも固体の有機化合物が確認された。そしてこの有機化合物は炭素質コンドライト中に含まれる不溶性の物質のように巨大分子の形で結合している。このことから彗星で観測された有機化合物は隕石中にある不溶性の物質と起源が同じで、彗星に取り込まれる前後でも変化していないと考えられている。
酸素原子の存在
ロゼッタのミッションの中で最も優れた発見は彗星付近で多量の遊離酸素分子を検出したことである。現在の太陽系形成モデルではチュリュモフ・ゲラシメンコ彗星が形成された46億年前には水素と酸素が反応して水になる激しく、高温の過程を経るため酸素分子は消滅していたはずであった。
彗星での測定から酸素・水の比(O
2/H
2O)がコマ内で等方的で太陽からの距離に左右されないということが分かった。このため、酸素分子は彗星が形成された際に核内に取り込まれたと考えられている。ただし、のちの研究で酸素を含む物質が表面にあるとき、水とそれが衝突して酸素分子が生じる可能性が示唆された。そのうえ、窒素分子が検出されたことから、30 Kよりも低温の状況下でこの彗星が形成されたことも示唆された。しかし、2018年7月3日にはそれだけでは十分に説明できないと指摘された。他にも過酸化水素の分解による説などが提唱されている。
電磁場の振動
ロゼッタはチュリュモフ・ゲラシメンコ彗星の発している40 - 50mHz（ミリヘルツ）程度の電磁場の振動を観測した。欧州宇宙機関（ESA）はそれを音に変換して可聴範囲まで周波数を上げたものを公開している。

## 今後の探査
チュリュモフ・ゲラシメンコ彗星のサンプルリターンミッションとして探査機CAESARが提案されている。このミッションはNASAのニューフロンティア計画の4つ目の計画の候補の中で最後の2つにまで選ばれた。2019年6月には最終的にもう一つの候補であったドラゴンフライが選ばれたため見送りとなった。

## ギャラリー

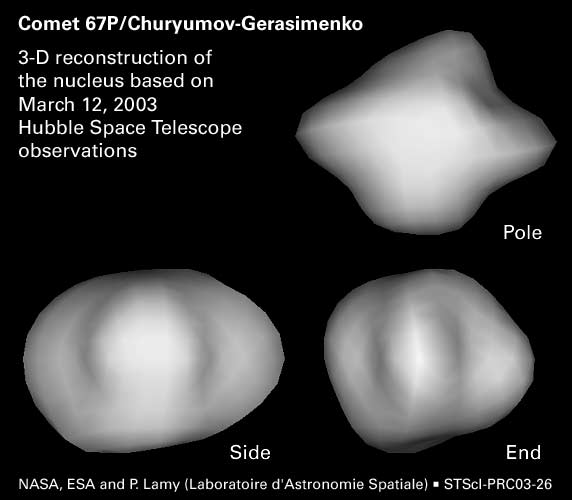
2003年のハッブル宇宙望遠鏡の観測に基づいて再現されたチュリュモフ・ゲラシメンコ彗星の核。
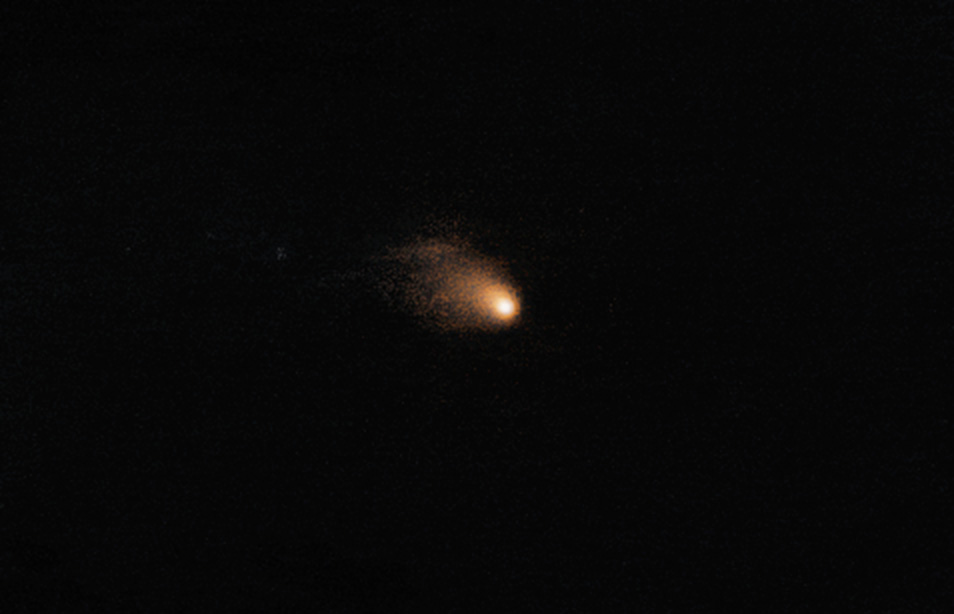
2014年8月11日にVLTにより観測されたチュリュモフ・ゲラシメンコ彗星[113]。
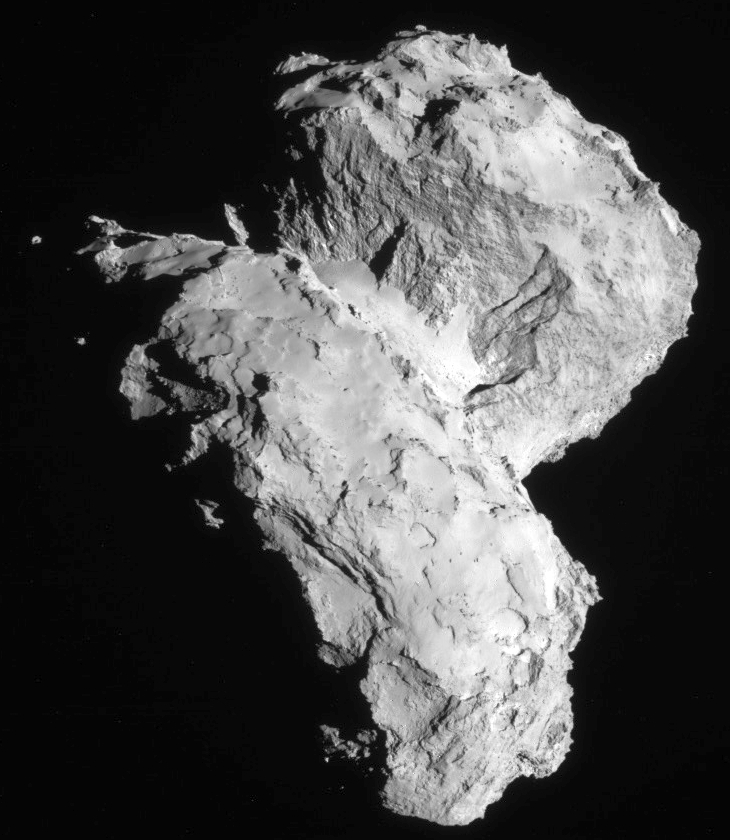
2014年8月22日、ロゼッタが撮影。
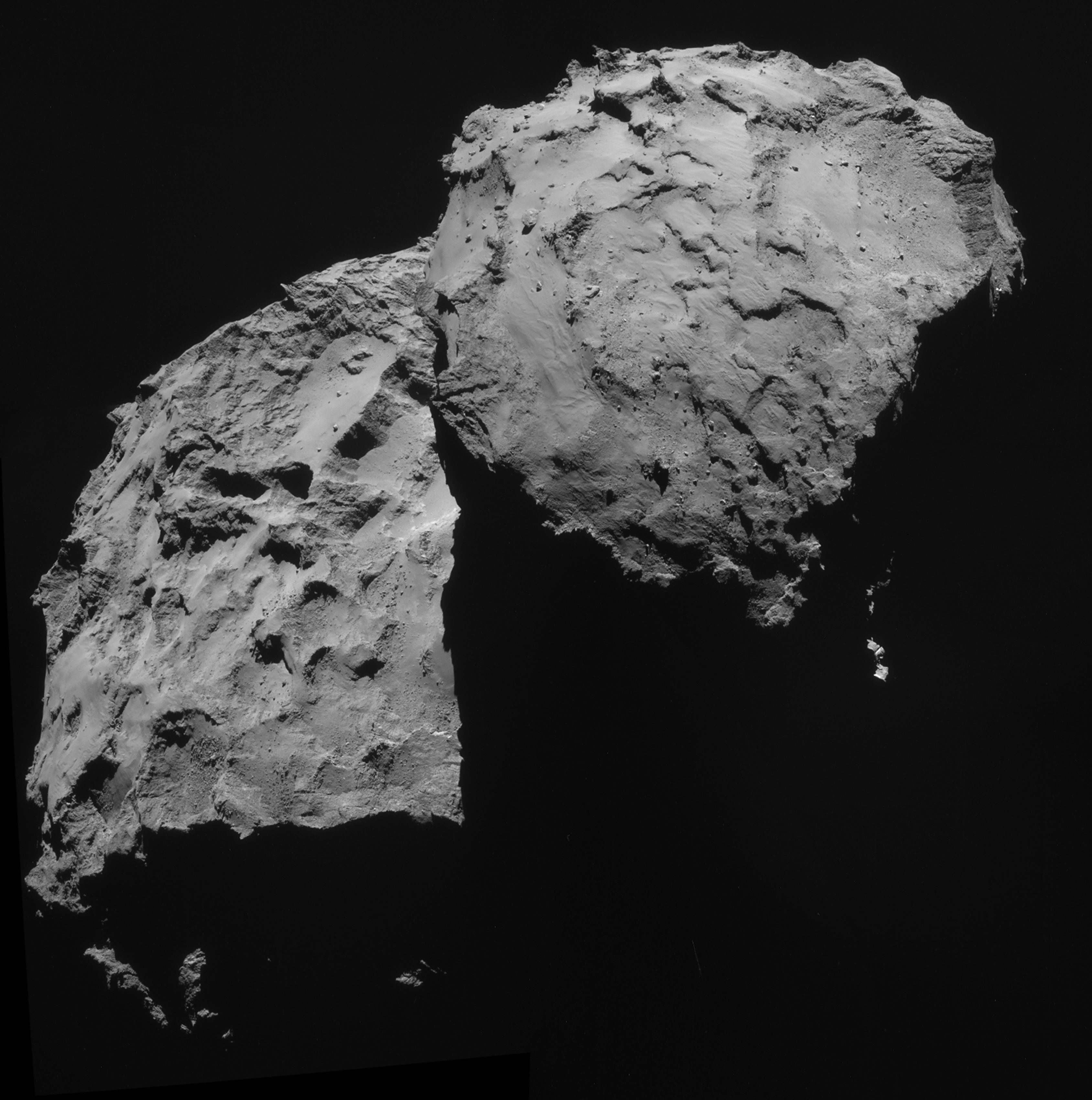
2014年9月14日、ロゼッタが撮影。
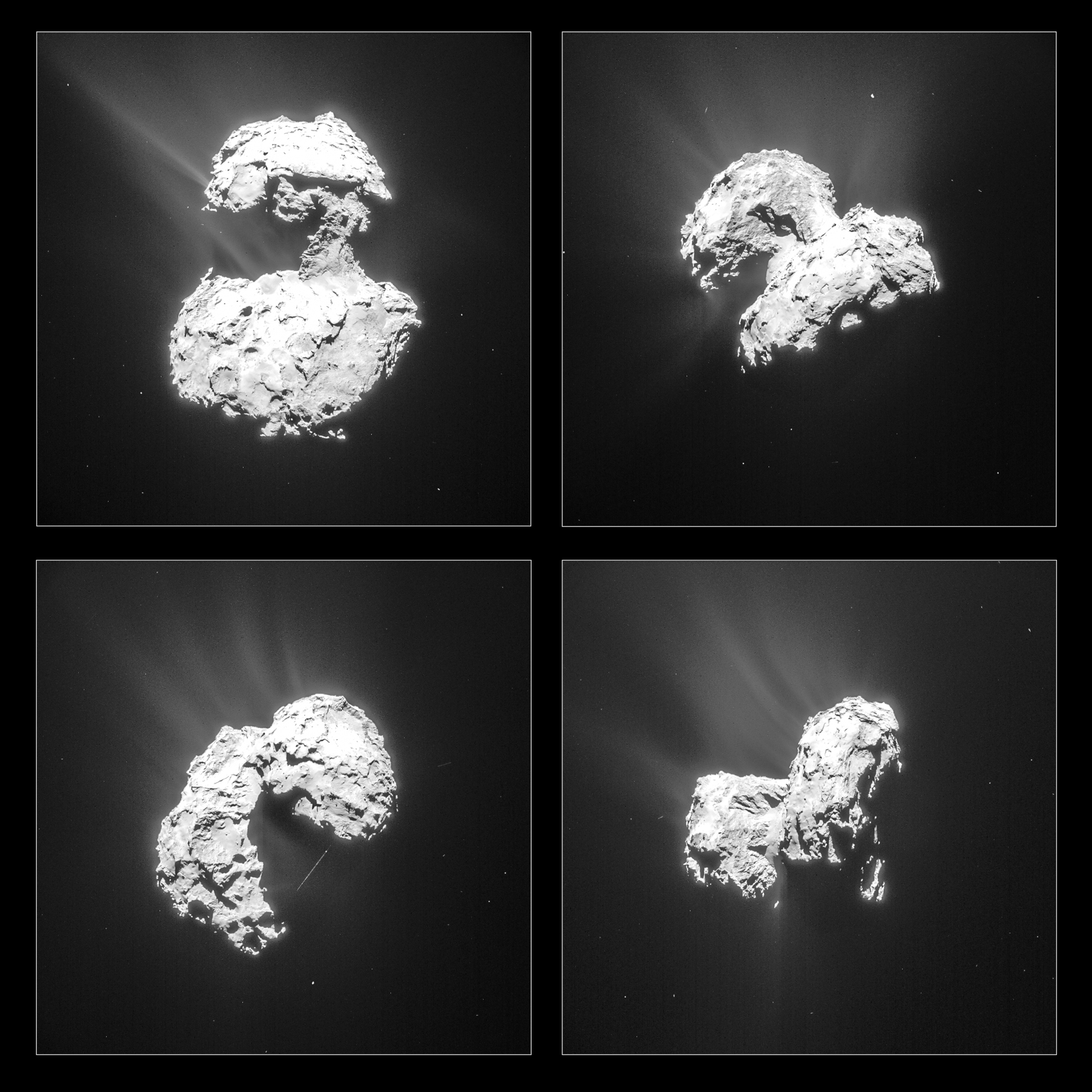
ロゼッタが撮影した彗星核（2015年2月末）
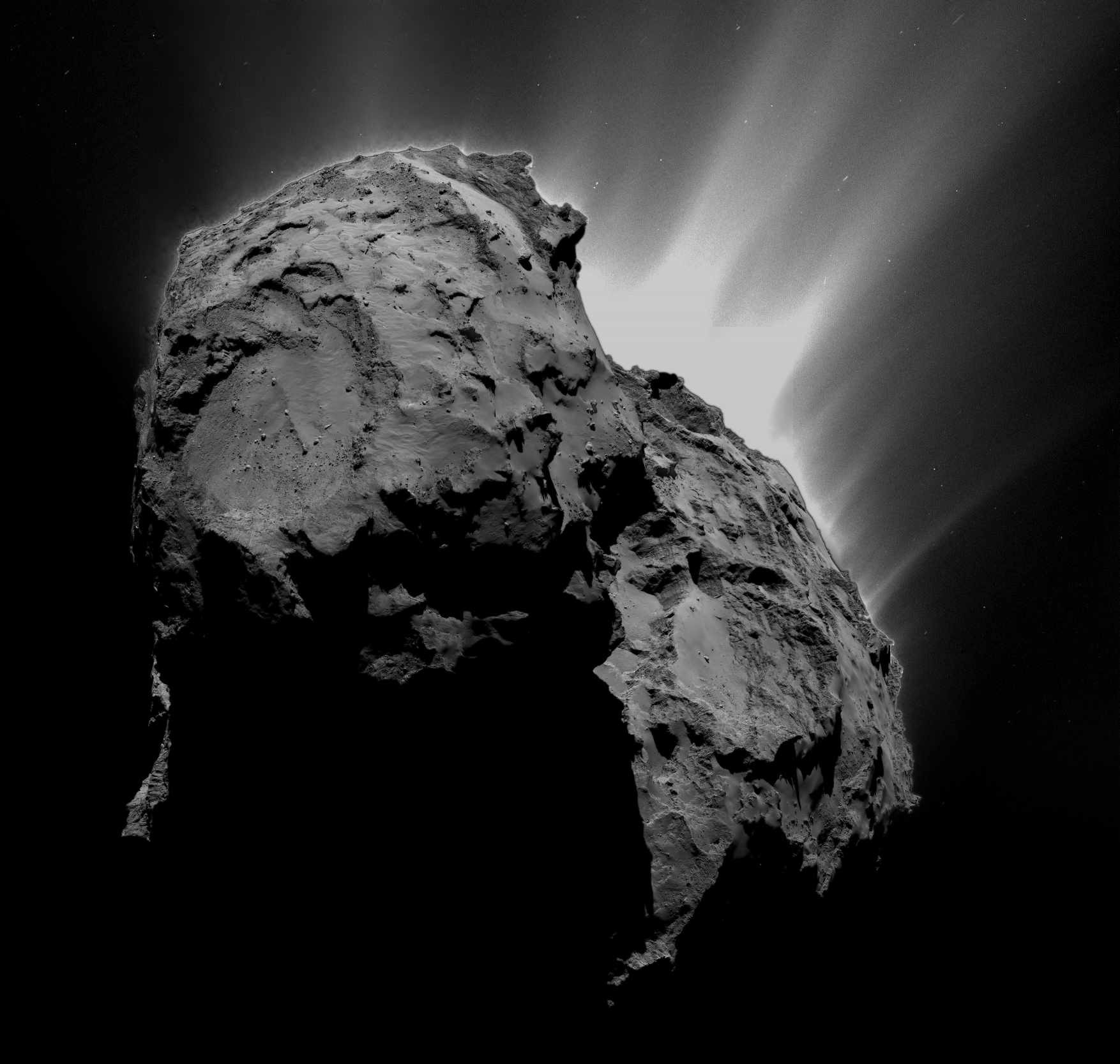
2015年3月28日、ロゼッタが撮影。
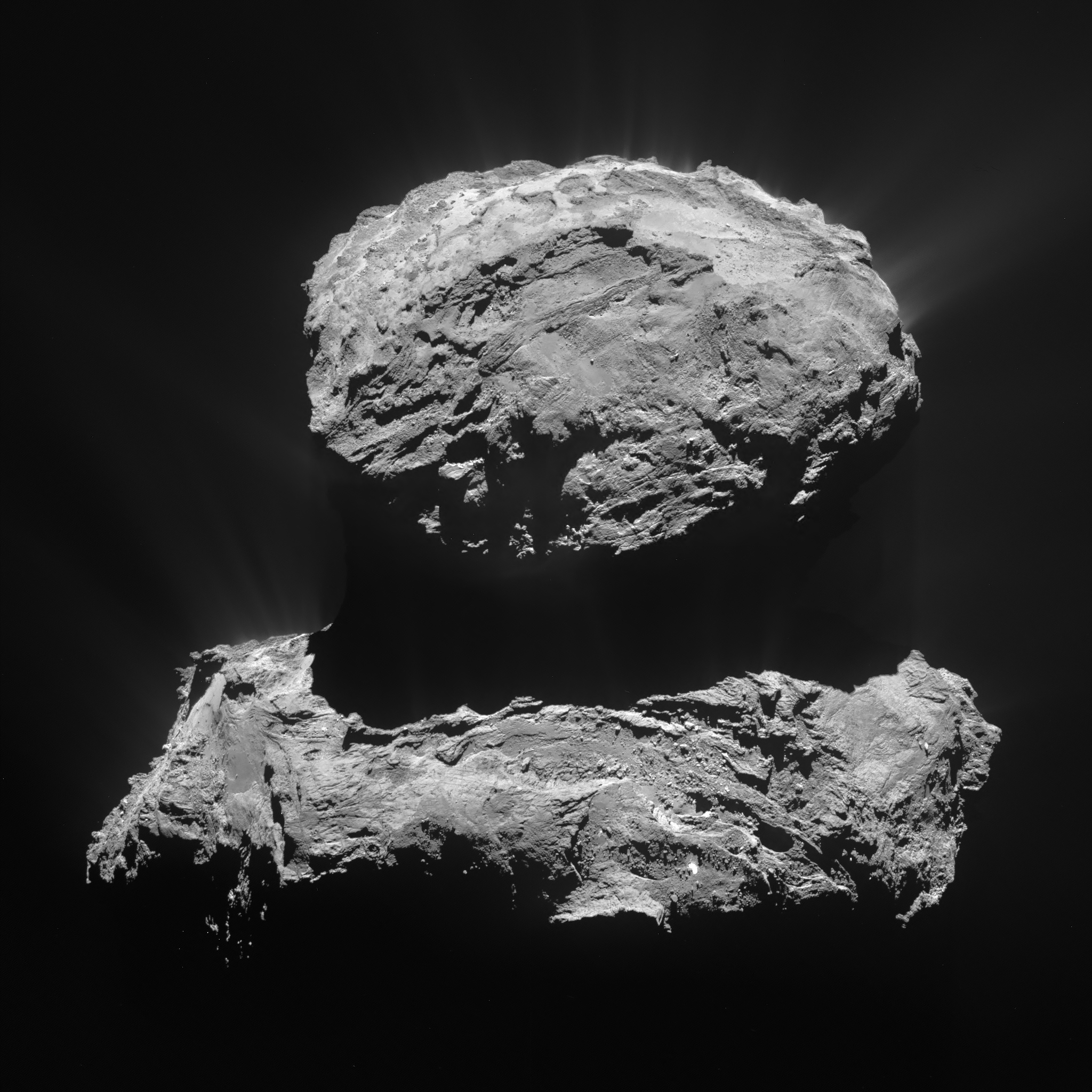
2015年5月2日、ロゼッタが撮影。
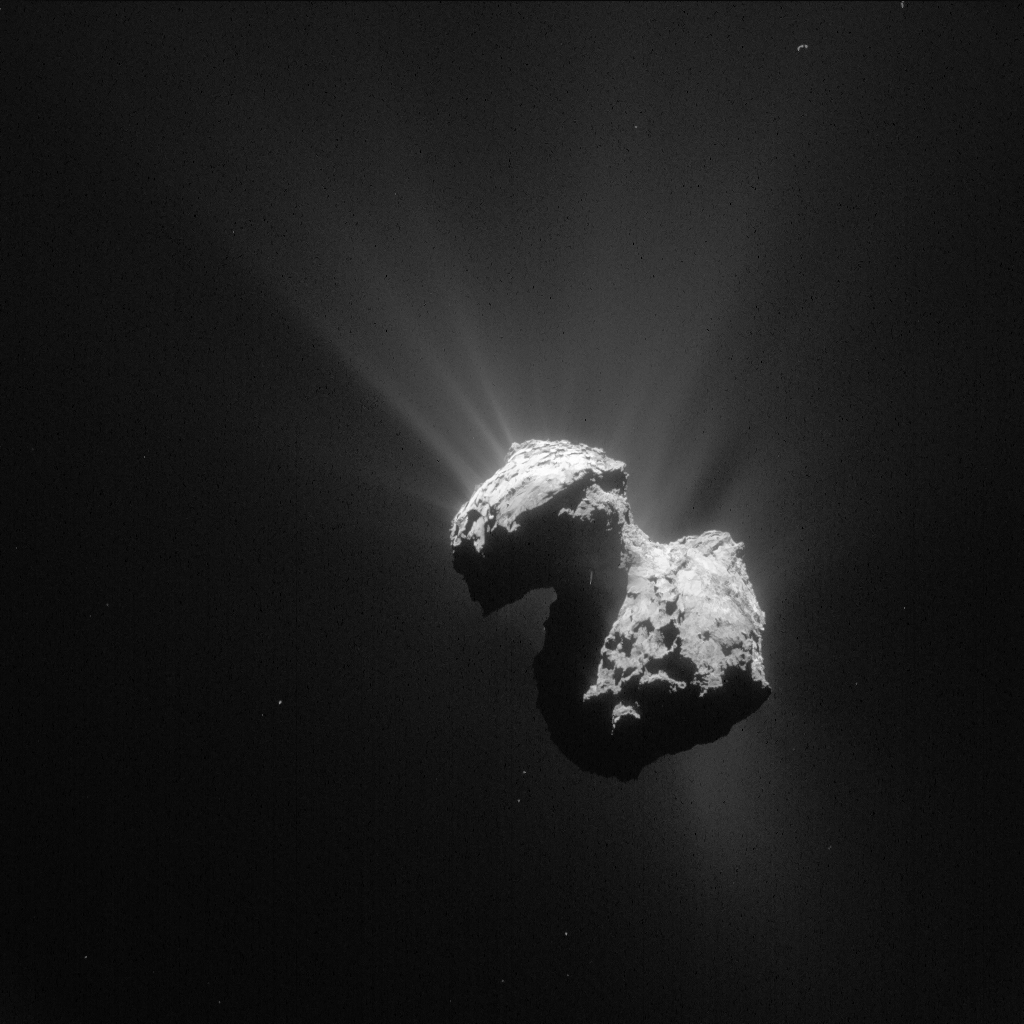
2015年7月7日、ロゼッタが撮影。
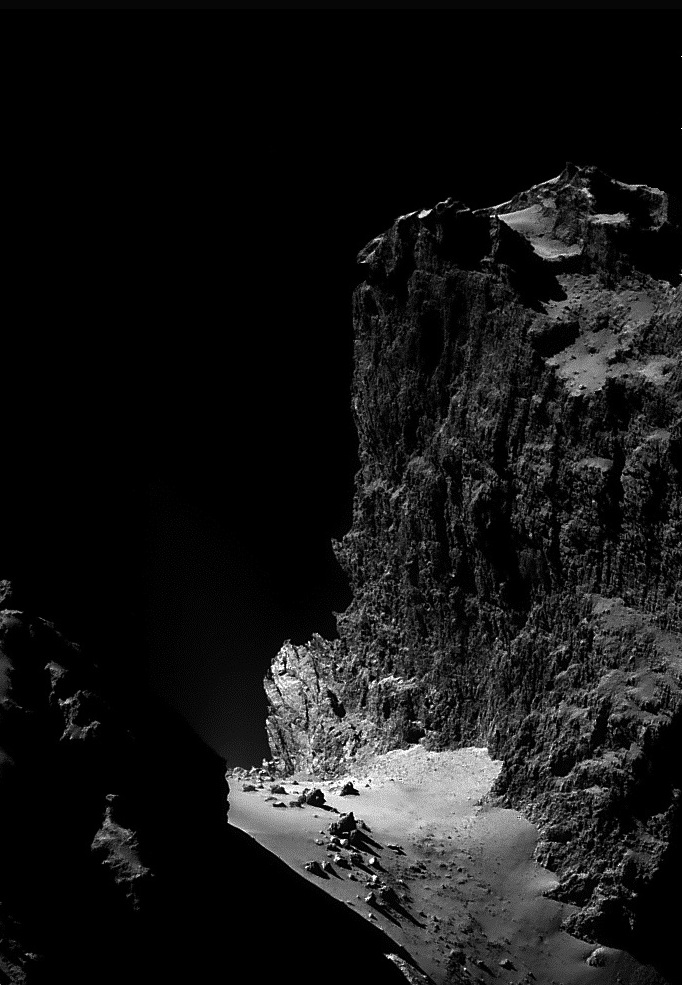
2014年12月10日に撮影されたチュリュモフ・ゲラシメンコ彗星上のでこぼこした崖。
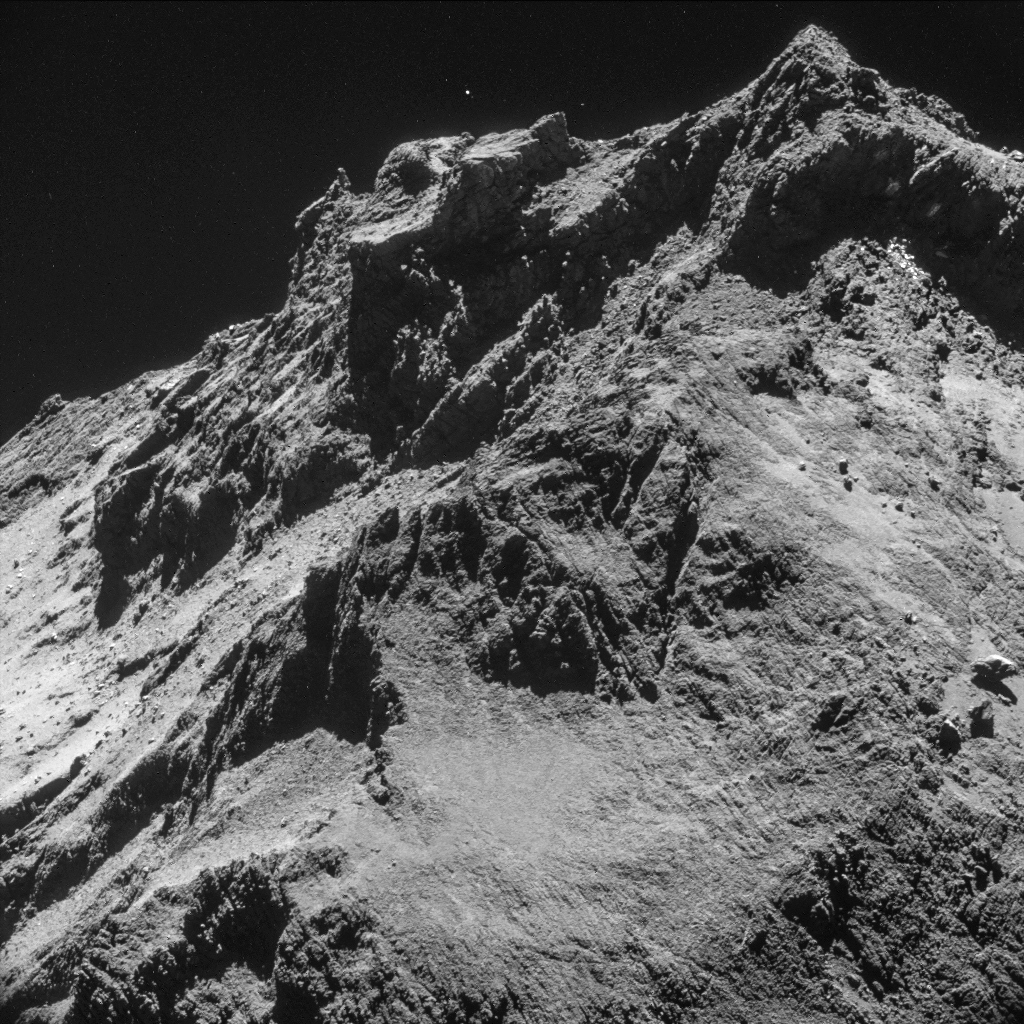
彗星表面の切り立った地形（10km上空より）
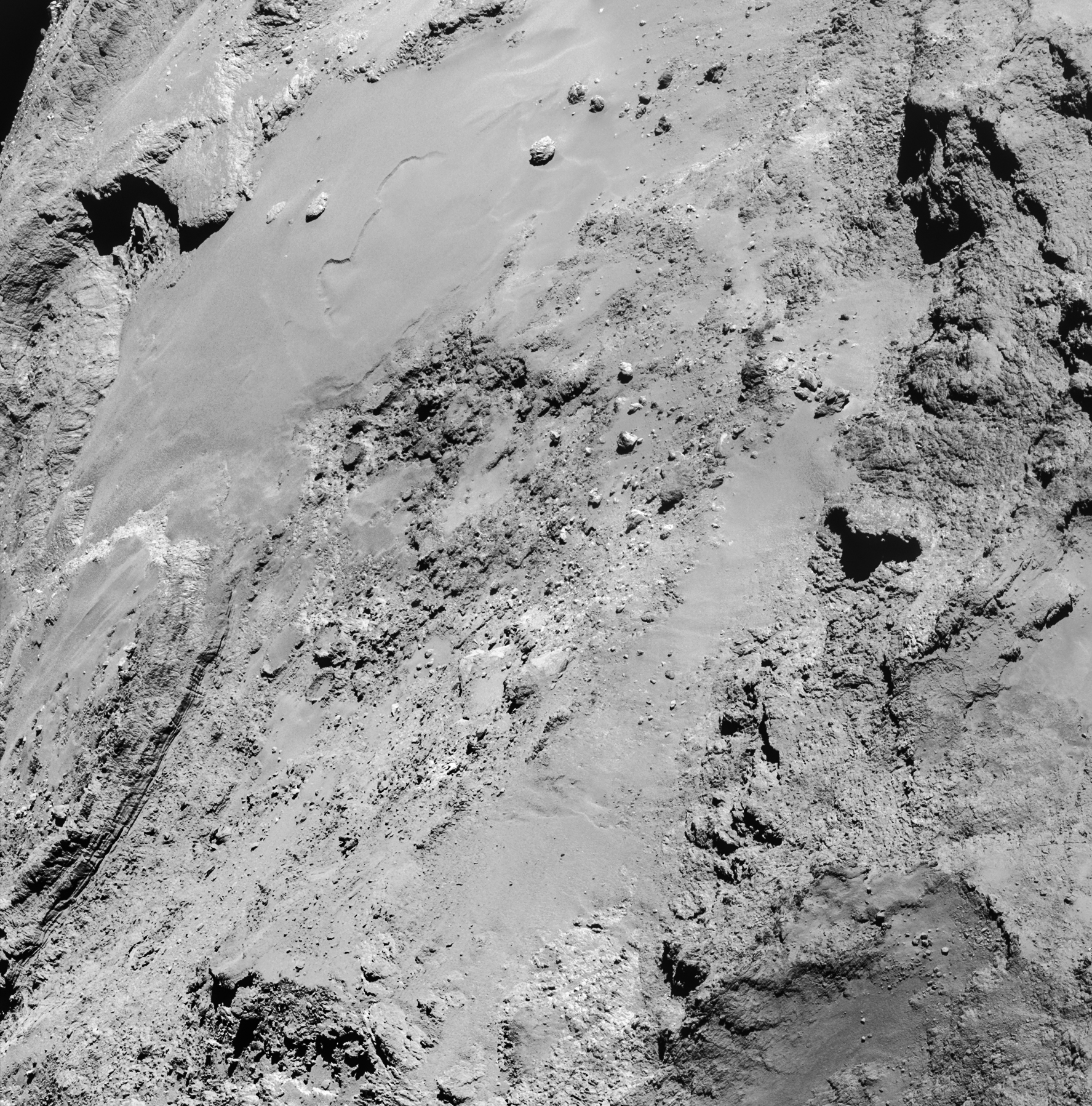
彗星表面の平らな地形（6km上空より）
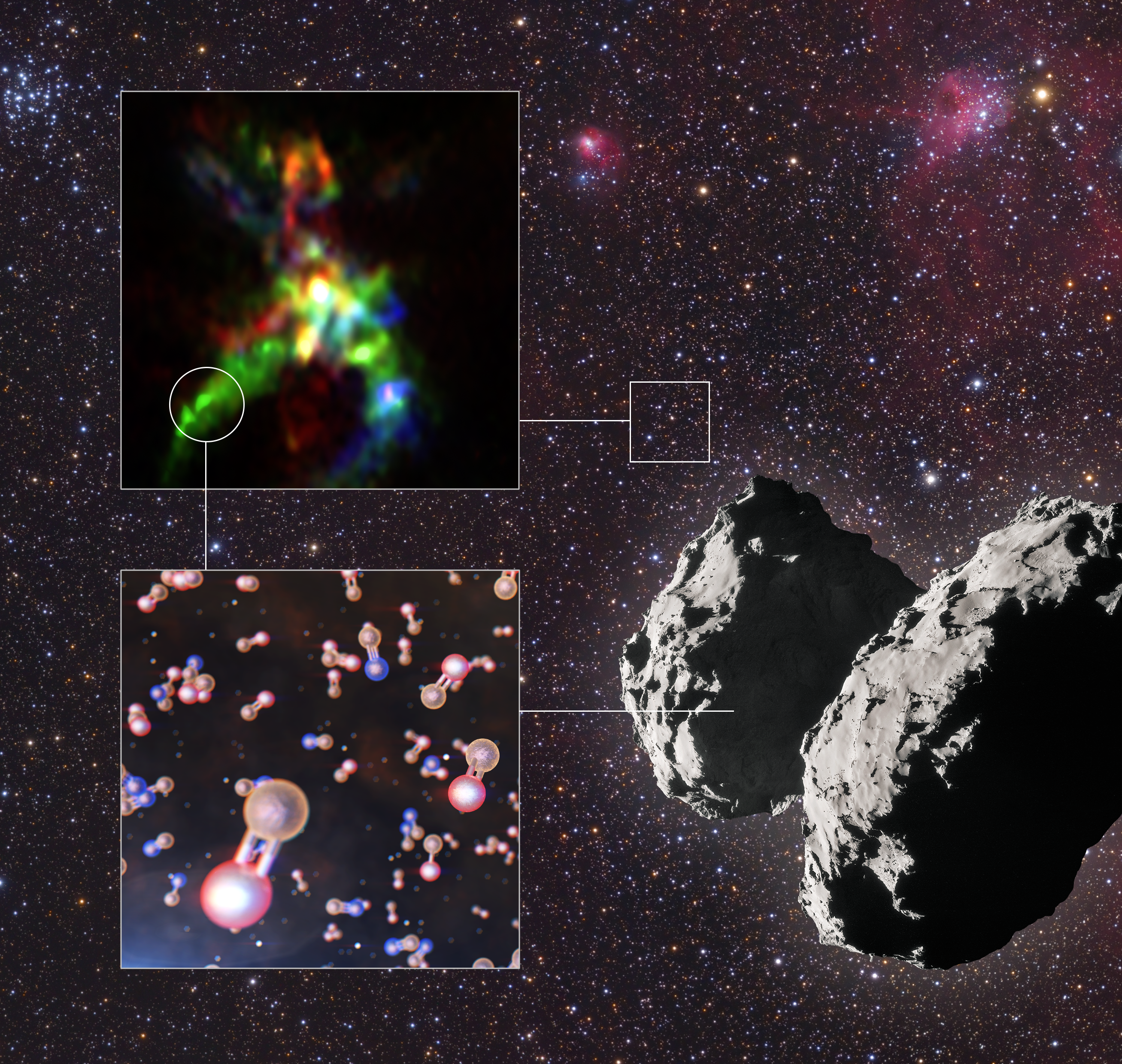
星形成領域、および彗星でリンが確認されたことを示す画像。彗星とはチュリュモフ・ゲラシメンコ彗星のことで、星形成領域とはアルマ望遠鏡が観測したAFGL 5142のことである